# Antonín Tesařík
Antonín Tesařík (* 15. července 1960 Hodonín) je český politik, v letech 2008 až 2012 a opět od roku 2018 ředitel Nemocnice TGM Hodonín. Od roku 2021 je poslancem Poslanecké sněmovny PČR, v letech 2002 až 2008 zastával funkce náměstka ministra dopravy ČR a náměstka ministra kultury ČR, v letech 2012 až 2016 byl členem Rady Jihomoravského kraje, v letech 2018 až 2022 byl zastupitelem a radním Hodonína, člen KDU-ČSL.

## Život
Narodil se v roce 1960 v Hodoníně. Po ukončení studia ekonomiky dopravy na Vysoké škole dopravy a spojů v Žilině pracoval mj. jako vedoucí odboru dopravy společnosti Moravské naftové doly, vedoucí kanceláře přednosty Okresního úřadu Hodonín. Od roku 1999 byl ředitelem a předsedou představenstva MND STAVOTRANS a.s. Je ženatý a má dvě dcery.

## Veřejné působení
V komunálních volbách v letech 1994, 1998, 2002, 2006 a 2010 neúspěšně kandidoval do Zastupitelstva města Hodonín, a to vždy na kandidátce KDU-ČSL. V komunálních volbách v roce 2014 kandidoval do zastupitelstva Hodonína z 5. místa kandidátky subjektu „Pozitivně pro Hodonín – KDU-ČSL a KONS společně“, avšak nebyl zvolen. V komunálních volbách v roce 2018 kandidoval do zastupitelstva Hodonína ze 4. místa kandidátky subjektu „Pozitivně pro Hodonín“ (tj. KDU-ČSL, TOP 09 a KONS). Mandát zastupitele města se mu podařilo získat. Dne 5. listopadu 2018 byl zvolen radním města. V komunálních volbách v roce 2022 kandidoval do zastupitelstva Hodonína z 6. místa kandidátky subjektu „POZITIVNĚ PRO HODONÍN“ (tj. KDU-ČSL). Mandát zastupitele města se mu však nepodařilo obhájit.
V roce 2000 byl zvolen členem Zastupitelstva Jihomoravského kraje, působil jako místopředseda Výboru pro hospodářský rozvoj a člen Komise Rady JMK pro dopravu. V letech 2002 až 2008 pracoval ve vedoucích funkcích ve státní správě – od září roku 2002 byl náměstkem ministra dopravy pro oblast řízení Úseku informací, ekonomiky a fondů EU; od března roku 2003 do září 2006 pak 1. náměstkem ministra dopravy-státním tajemníkem ministra dopravy. Od března 2007 do května 2008 působil jako náměstek ministra kultury odpovědný za agendu rozpočtu, vnitřní správy a Evropské unie.
Od roku 2008 do konce roku 2012 zastával funkci ředitele Nemocnice TGM Hodonín, příspěvkové organizace Jihomoravského kraje. V krajských volbách 2012 byl zvolený do Zastupitelstva Jihomoravského kraje na kandidátce KDU-ČSL. Na ustavujícím zasedání zastupitelstva Jihomoravského kraje 23. listopadu 2012 byl zvolen členem krajské rady, do jeho kompetence patřila oblast územního plánování a stavebního řádu.
V krajských volbách v roce 2016 obhájil za KDU-ČSL post zastupitele Jihomoravského kraje. KDU-ČSL se však nestala součástí krajské koalice, a tak v listopadu 2016 v pozici radního kraje skončil. V souvislosti se jmenováním ředitelem Nemocnice TGM Hodonín v září 2018 rezignoval i na mandát krajského zastupitele.
Ve volbách do Poslanecké sněmovny PČR v roce 2021 kandidoval z pozice člena KDU-ČSL na 5. místě kandidátky koalice SPOLU (tj. ODS, KDU-ČSL a TOP 09) v Jihomoravském kraji. Vlivem 12 627 preferenčních hlasů však skončil na 4. místě, a byl tak zvolen poslancem.

## Funkce v KDU-ČSL
Od roku 1990 je členem KDU-ČSL, v současné době je předsedou Okresního výboru Hodonín a Místní organizace KDU-ČSL Hodonín a členem Celostátní konference KDU-ČSL.